# 回教政体文件
《回教政体文件》（英語：Dokumen Negara Islam or the Islamic State Document），又称回教国大蓝图，是由马来西亚反对党回教党于2003年11月12日所提出的回教政体，以回应执政党巫统的回教政体主张，并完整地巩固了该党整体对回教政体的论述。《回教政体文件》的出炉不单代表了回教党对更回教政体有了最终的共识，更象征了该党之后的命运，已与无可转圜的回教政体论述方案，以及回教刑法的实践紧密地维系在一块，成为其意识形态不可或缺的表征。
回教党推出《回教政体文件》很大程度上也是因在以马哈迪·莫哈末为首的巫统党要不断挑衅其不能代表真正回教以及不敢推出回教政体具体内容的情况下才推出。

## 内容
根据《回教政体文件》的内容，回教党主张回教政体的主要理由有以下几点：其一是基于阿拉提供了人类个体、社会和国家系统的指示和教诲，回教政治领导就成为促进人类生活进步的重要机制。其二是为了落实党自1983年修改后的党章第5条之1和2：“为这个国家追求塑造实施回教生活价值且实行阿拉的和平律法的社会和政权而斗争，以及捍卫回教的圣洁和国家的独立主权。”及第7条：“回教党法律之最高权威来源是天经（Kitabullah）、圣训（Sunnah Rasul）、乌拉玛的公议（jmak Ulamak）与明确和清楚的类比（Qias），依据这个至高的律法，回教堂的年度代表大会（muktamar tahunan）所持有”的具体内容。 其三是认为先知穆罕默德在多元族群，多元文化和多元宗教的麦地那社会，成功地成立了历史上的第一个回教政体，证明了回教政体能在多元文化社会中存在，并应继续永久地 存在下去直至世界末日，而麦地那宪章是为多元族群社会而设的宪章。其四是主张回教政体是以神律为立法最高基础，因此回教法不可能是不公正的来源，故而一个真正的回教政体是所有热爱和平和公义的人们所向往的理想国（ideal state）；为了实践穆斯林每天做礼拜所宣读的誓言，推动建立一个真正的回教政体是必要的。